# صبري جريس
صبري جريس (ولد عام 1938 في فسوطة)، هو كاتب ومؤرخ فلسطيني، كان من مؤسسي حركة الأرض التي التي نشأت في الأراضي التي احتلت عام 1948. عمل مديرًا لمركز الأبحاث التابع لمنظمة التحرير الفلسطينية سنة 1978، وأشرف على تحرير مجلة " شؤون فلسطينية" الشهرية والتي صدرت عن المركز حتى سنة 1993، كما وعمل على فترات مستشارًا للشؤون الإسرائيلية في منظمة التحرير الفلسطينية.
نشر كتابه الأول باللغة العبرية، بعنوان العرب في إسرائيل" سنة 1966. وتُرجم فيما بعد إلى العربية وتسع لغات أخرى أوروبية وآسيوية، وصدرت طبعات ثانية منه 1986.

## حياته
ولد في قرية فسوطة في منطقة الجليل الغربي 1938، أنهى دراسته الإبتدائية في مدرسة القرية.
شارك عام 1958 في تأسيس حركة «الأرض» التي تعرضت للقمع والملاحقة من قبل السلطات الإسرائيلية، وأخرجت لاحقاً عن القانون وطورد قادتها ومن بينهم صبري جريس وكان مصيرهم النفي والسجن.غادر فلسطين عام 1970والتحق بمنظمة التحرير الفلسطينية في بيروت، وتولى إبتداء من العام 1978 إدارة مركز الابحاث الفلسطينية فيها.
بعد تفجير مبنى مركز الأبحاث الفلسطيني في بيروت في 5 شباط 1983، الذي أسفر عن مقتل ثمانية من موظفي المركز ومن بينهم زوجته حنة جريس، غادر جريس بيروت وعاش متنقلاً بين تونس ودمشق، وعاد إلى فلسطين مع عودة قيادات منظمة التحرير بعد اتفاقية أوسلو، وتمكن من العودة إلى قريته فسوطة.

## من مؤلفاته
- «الحريات الديمقراطية في إسرائيل» (بالعربية والإنكليزية،1972).
- «تاريخ الصهيونية»، بالعربية، الذي نشر الجزء الأول منه سنة 1976، والثاني سنة 1986.

أعد وراجع وحرر الترجمة العربية (عن العبرية) للكتب التالية الصادرة عن مؤسسة الدراسات الفلسطينية، بيروت: "محاضر الكنيست، 1967/1966".(1971) محاضر الكنيست،1968/1967". 01977). موشيه شاريت، "يوميات شخصية" (ترجمة احمد خليفة). (1996)، دافيد بن_غوريون، "يوميات الحرب، 1947-1949". (1997). كما تولى بمشاركة أحمد خليفة تحرير كتاب "دليل إسرائيل العام"، الصادر عن المؤسسة نفسها (1997).